# Lomtjärnen (Norsjö socken, Västerbotten, 720689-167381)
Lomtjärnen är en sjö i Norsjö kommun i Västerbotten och ingår i Skellefteälvens huvudavrinningsområde.